# Bolan-Pass
Der Bolan-Pass (Urdu درہ بولان, Dharaa Bolan) ist ein Gebirgspass in der südlichen Gebirgsregion in Pakistan.
Der Pass befindet sich unweit der Stadt Quetta in der Provinz Beluchistan, zirka 120 km von der Afghanischen Grenze entfernt. Er quert die Toba Kakar-Kette in einer Höhe von 1793 m.

## Geschichte
Wegen seiner strategischen Lage spielte der Pass als mögliches Einfallstor einer russischen Invasionsarmee während des Great Games eine besondere Rolle. Die Britische Armee überschritt den Pass im Ersten Anglo-Afghanischen Krieg auf dem Weg nach Kandahar im Februar 1839. Durch den Vertrag von Gandamak 1879 zwischen Kandahar und Quetta geriet er erneut unter britische Kontrolle.

## Bolanbahn

Britische Truppen überqueren 1839 den Bolan-Pass

Über den Bolan-Pass führt die von 1880 bis 1891 erbaute Bolanbahn, die Sibi mit Quetta verbindet. Ein Teil der Bahnstrecke war ursprünglich mit Zahnstange ausgestattet.